# ファルマス (メイン州)
ファルマス（英: Falmouth）は、アメリカ合衆国メイン州のカンバーランド郡にある町。人口は1万2444人（2020年）。ポートランド都市圏に属している。
ポートランド市からは北の郊外部にあり、カスコ湾に接し、メイン州内でも最大級の停泊地になっている。町内には民営のゴルフクラブ3か所と、ポートランド・ヨットクラブがある。

## 歴史

### インディアン
紀元前11,000年頃、氷河の後退と共にインディアンがメインに入って来た。16世紀にヨーロッパ人が接触した時、アルゴンキン語を話す人々が現在ファルマスとなっている地域に住んでいた。フランス人探検家サミュエル・ド・シャンプランが1605年にこの地域に初めてのヨーロッパ人として接触したとき、これらの人々を「アルムーチコイ」と呼んだ。アンドロスコギン川からケープアンに伸びる政治的実体であり、文化的には隣り合うワンパノアグ族やアベナキ族と異なっていた。アルムーチコイ族の中で、カスコ湾ガンに住む半分自治的なバンドのことを、ジョン・スミスが「オーコシスコ」とよんだ。イギリス人探検家クリストファー・レベットが1623年に、オーコシスコの酋長スキッタリー・ガセットがプレサンプスコット滝の所に住んでいたのを見ていた。ヨーロッパ人との交易に絡んで、隣接する他のインディアン部族と戦争が起こり、また特に1614年から1620年には疫病も流行ったので、メイン南部にいたインディアンは劇的に人口を減らした。それでも1740年代のジョージ王戦争の時まで、カスコ湾地域にはインディアンがしっかりと存在感を保っていた。フランスが戦争で敗北し、主にニューイングランド南部からイギリス人開拓者が入ってくるようになって、インディアンはヌーベルフランスの保護があった地域、あるいはさらに海岸線の北に移住するようになり、現在もそこに留まっている。

### ニューカスコ 1630年-1765年

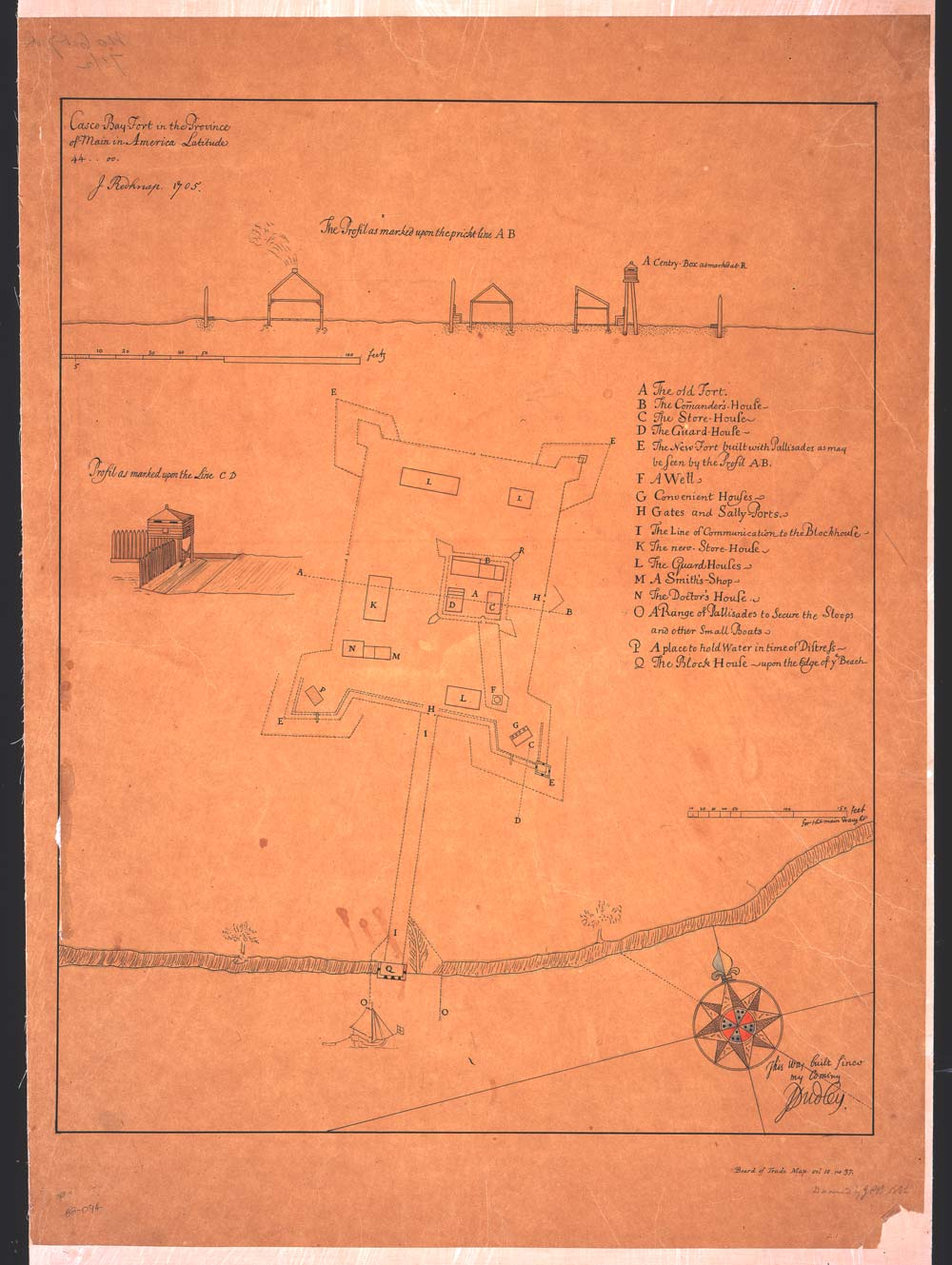
1705年のニューカスコ砦

昔のファルマスは、現在あるポートランド市、サウスポートランド市、ウェストブルック市、ケープエリザベス町の領域まで広がっていた。今日の町はニューカスコと呼ばれ、ファルマスというカスコ湾周辺の地域社会の大きな集合の中にある1地区に過ぎない。ファルマスの初期の歴史はヨーロッパ人とインディアンの領土の境目にあったので、激しい暴力で彩られた。カスコ湾は1713年まで北アメリカ大陸におけるイギリス人開拓地の最北端だった。1675年から1763年の間に、イギリス、フランスおよびインディアンの間で多くの戦争が続き、ファルマスは暴力と無縁では居られなかった。1676年から1690年の間で2度、イギリスはフランスとインディアンからの圧力のために、カスコ湾を放棄することになった。
1630年には既に最初のヨーロッパ人としてアーサー・マックワースが、プレサンプスコット川の東岸に住んでいた。マサチューセッツ湾植民地が1658年に、植民地領主フェルディナンド・ゴージズ卿の承継者からメイン地区の政治的支配権を取ったとき、イングランド内戦（1642年-1651年）で議会派が重要な勝利を得た場所にちなみファルマスと改名された。マサチューセッツにもあるファルマスと区別するために「カスコ湾のファルマス」と呼ばれ、結成されたばかりのメイン植民地では7番目の町となり、後の1718年11月12日には正式に法人化された。
ファルマスの町で最初期のものであり歴史的に重要な建築物は防御柵を施された砦と交易基地であり、どちらもニューカスコと名付けられた。ウィリアム王戦争の終った後の1700年に建設された。この砦の元あった場所は今日、州道88号線沿いのパイグローブ墓地の対面に見られる。アベナキ族が交易を行い、道具や武器を修理する会合の場所を望んだので、その要請でマサチューセッツが砦を建設した。1701年、地元のアベナキ族、ペクォーケットとマサチューセッツの役人の会合で、両者の同盟を確実なものにした。1組の石積みケアンが造られ新しい友好関係の象徴とされた。近くにあるブラザーズ諸島の2島は後にこの今では忘れられた記念碑からその名前を貰った。
この和平関係は3年も続かなかった。1702年にはアン女王戦争が始まった。マサチューセッツ湾直轄植民地の総督ジョセフ・ダドリーが1703年6月20日にアベナキ族の代表とニューカスコで会合を行い、フランスと同盟しないように説得しようとした。その試みは失敗し、砦はその2か月後に、アベナキ族の酋長モクサス、ワナンゴネット、アサコンビュイトおよび彼らの同盟フランス軍に包囲された。マサチューセッツの船プロビンス・ギャリーが到着したときに、アベナキ族と500名ほどのフランス兵および大砲が、包囲を解いた。1713年のポーツマス条約で和平が戻った。現在のポートランドへの再入植は1716年に始まり、マサチューセッツ湾直轄植民地はニューカスコ砦を維持するのではなく、破却するよう命じた。1700年にニューカスコを建設したときの考えは、イギリス人とインディアンの友好関係に基づいていたので、それは既に無くなっていた。
ニューカスコはその後も安全な場所とは言えなかったが、1759年のエイブラハム平原の戦いによってケベック市が陥落した後は、フランスとインディアンからの攻撃の脅威を排除することができた。1725年時点ではポートランドから離れていると危険だったので、町には1家族のみが住んでいた。1745年にはインディアンの襲撃があり、1751年にはジョブ・バーナルが殺され、この地域に住む開拓者の危険性を表象することになった。ヨーロッパ人の恒久的住人の大半は1740年以後に移ってきており、1753年には「62家族」となって独自の教区を形成した（現在のファルマス会衆派教会）。その後の2世紀間、ファルマスの人口は1,000人と2,000人の間を行ったり来たりした。これら住人は農業、漁業、海運業に従事した。1800年代までに、プレサンプスコット川、ウェストファルマスのピスカタクァ川、およびマッセルコーブの工場で、農産物を加工し、最終製品を製造するようになっていた。

### 現代のファルマス
1765年、ケープエリザベス（当時はサウスポートランドを含んでいた）が分離した。1786年にポートランドが、1814年にはウェストブルックが分離したが、ウェストブルックとファルマスの境界は19世紀を通じて調整された。分離した理由は他のことよりも実際的な理由だった。1760年代までに人口が増加した、新しい教区が設立されており、地域の問題により適応できる地域社会の競合を生み出していた。現在のポートランドでは町の外郭部と中心部の間の距離について不平も出ていた。1859年までに漁業と農業が主要産業になっていた。その他の産業としては、造船所3か所、レンガ工場3か所、製材所、製粉所、皮なめし工場各1か所があった。1886年、町では長靴、短靴、錫食器、4輪馬車も製造していた。

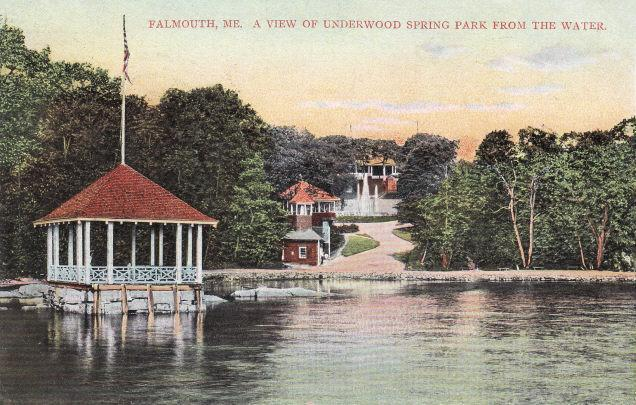
アンダーウッド・スプリング公園、1906年

1898年、ポートランド市からファルマス・フォアサイドまで路面電車が延伸され、町は近代に入った。この電車でファルマスのポートランドとの経済的結びつきが確立され、フォアサイド地区は隣接する都市住民がリラックスする地区となった。ポートランドのヤンキー・エリートが、1885年にポートランド・ヨットクラブ、1913年にポートランド・カントリークラブをファルマスに移した。これらは現在も営業されている。ポートランド・アンド・ヤーマス電気鉄道会社が、その沿線を開発するために、1899年にタウンランディングの北にアンダーウッド・スプリング公園を開設した。この公園の呼び物はカジノ、ホテル、屋外劇場だった。1907年の火事でアンダーウッド・スプリング公園が破壊され、再建されることは無かった。ルイストン・オーガスタ・アンド・ウォータービル路面鉄道も、ウェストファルマスの現在の州道100号線で運行された。住民は次第に自動車を好むようになり、路面電車が使われなくなって、1933年に廃線となった。
1943年、マクワース島が野生生物保護区として州に寄付された。現在は聾唖者のための州立学校が立てられている。
第二次世界大戦後、ファルマスは田園農業社会から、主にポートランド市の郊外住宅街に転換されてきた。カスコ湾が1941年から1944年までセイル・フォー・アメリカの駆逐艦隊基地になり、町に移って来た軍関係者がこの成長のきっかけになった。アメリカ合衆国の多くの都市部と同様に、1950年代の好況と、自動車がもたらした可動性とで、人々はポートランド市から外に出た。安い住民税や、解放空間への願望が、ファルマスのような隣接町への脱出を加速させた。その後の50年間で、町の人口は5,000人から10,000人以上に増加した。ファルマスが大洋に近くあることと、公共教育体系が認められていることで、ポートランド大都市圏の中でも魅力ある地域社会の1つになっている。この需要に合わせ、開発業者が1986年と1988年に2件のカントリークラブを建設した。このように閉じられた地区とその他上流階級の小地区の性格によって、町はメイン州でも最大級に裕福なものになってきた。

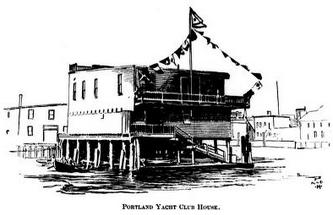
ポートランド・ヨットクラブ・ハウス、1894年
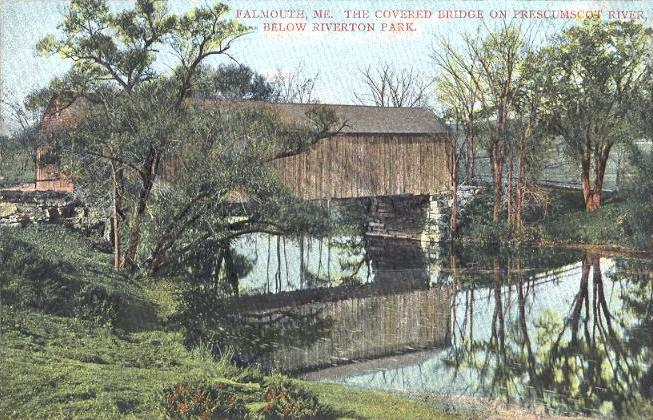
プレサンプスコット川、1910年頃
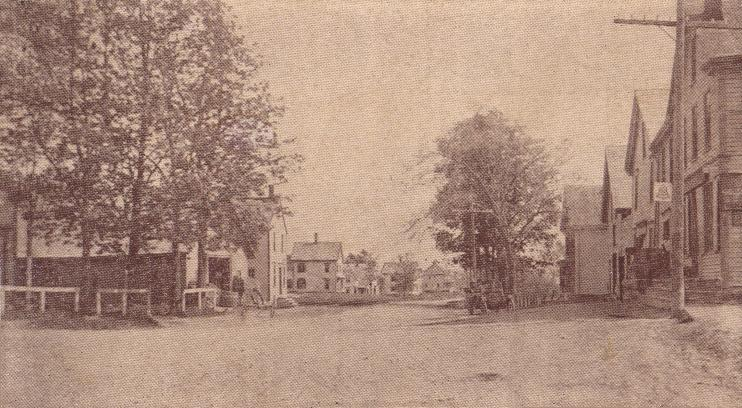
ウェストファルマス、1917年

## 地理
アメリカ合衆国国勢調査局に拠れば、市域全面積は36.34平方マイル (94.12 km2)であり、このうち陸地29.38平方マイル (76.09 km2)、水域は6.96平方マイル (18.03 km2)で水域率は19.16%である。カスコ湾に接し、その先はメイン湾、さらに大西洋である。町内はプレサンプスコット川が流れる。
町内を州間高速道路95号線、同295号線、アメリカ国道1号線、メイン州道9号線、同26号線、同88号線、同100号線が通っている。北東はカンバーランド町、南西はウェストブルック市とポートランド市、北西はウィンダム町に接している。町の東側には北のファルマスと南のファルマスフォアサイドという2つの国勢調査指定地域がある。

## 人口動態

### 収入
収入と家計（2000年統計）
- 収入の中央値
  - 世帯: 66,855米ドル
  - 家族: 87,304米ドル
  - 性別
    - 男性: 54,545米ドル
    - 女性: 35,258米ドル
- 人口1人あたり収入: 36,716米ドル
- 貧困線以下
  - 対人口: 3.7%
  - 対家族数: 1.8%
  - 18歳未満: 3.2%
  - 65歳以上: 4.7%

### 2010年国勢調査
以下は2010年の国勢調査による人口統計データである。
| 基礎データ - 人口: 11,185 人 - 世帯数: 4,334 世帯 - 家族数: 3,063 家族 - 人口密度: 147.0人/km2（380.7 人/mi2） - 住居数: 4,751 軒 - 住居密度: 62.4軒/km2（161.7 軒/mi2） 人種別人口構成 - 白人: 95.4% - アフリカン・アメリカン: 0.5% - ネイティブ・アメリカン: 0.2% - アジア人: 2.3% - その他の人種: 0.4% - 混血: 1.2% - ヒスパニック・ラテン系: 1.3% | 年齢別人口構成 - 18歳未満: 25.9% - 18-24歳: 4.3% - 25-44歳: 19.2% - 45-64歳: 33.6% - 65歳以上: 16.8% - 年齢の中央値: 45歳 - 性比（女性100人あたり男性の人口） - 総人口: 91.9 世帯と家族（対世帯数） - 18歳未満の子供がいる: 36.5% - 結婚・同居している夫婦: 60.9% - 未婚・離婚・死別女性が世帯主: 6.7% - 非家族世帯: 29.3% - 単身世帯: 24.0% - 65歳以上の老人1人暮らし: 12.8% - 平均構成人数 - 世帯: 2.54人 - 家族: 3.05人 |

## 見どころ
- ファルマス歴史協会と博物館[13]
- ファルマス記念図書館
- ファルマス自然保護区[14]
- ジルスランド・ファーム・オーデュボン・センター[15]
- マクワース島公共保護地[16]
- メイン州立バレーシアター[17]
- バクスター知事聾唖者学校[18]

## 教育
2011年6月まで、町には幼稚園児から12年生までの教育体系があり、4つの校舎があった。ラント学校が幼稚園児から2年生を教え、その後は3年生から4年制のプラマー・モッツ学校である。ファルマス中学校は5年生から8年生、ファルマス高校は9年生から12年生を教えている。新しい校舎のファルマス小学校が2011年秋に開校した。9月17日に除幕された。この小学校は幼稚園生から5年生まで教えることになり、ラント学校とプラマー・モッツ学校に代わることになった。ファルマス中学校は現在6年生から8年生を教えている。教育部はファルマス教育委員会の管轄下にあり、リーダーシップ委員会と学校監督官が委員を務めている。
ファルマス教育部はメイン州の標準から見るとかなり上の水準にあると見なされている。児童生徒数は2,000人以上居り、文学、数学、科学、社会科学、批評的思考、市民性、問題解決力に特化した、挑戦的で多様な教育を提供している。ファルマスは2011年の雑誌フォーブスで「生活し学ぶためのトップ都市」に挙げられた。

## 著名な出身者
- G・ハネリウス、テレビドラマの子役、女優
- ゲイリー・メリル、俳優
- オリンピア・スノー、メイン州選出アメリカ合衆国上院議員[19]

## 大衆文化の中で
作家スティーヴン・キングの小説『One for the Road』や『Jerusalem's Lot』、『呪われた町』では、ファルマスが舞台として登場している。